# Driophlox
Driophlox — род птиц из семейства кардиналовых. Птицы обитают в субтропических и тропических низменных влажных лесах Мексики, Центральной и Южной Америки.

## Таксономия
Род был выделен в 2024 году Scott BF, Chesser, Unitt и Burns KJ.

## Виды
В состав рода включают 4 видf:
- Driophlox atrimaxillaris — Черноклювая хабия
- Driophlox cristata — Хохлатая хабия
- Driophlox fuscicauda — Джунглевая хабия
- Driophlox gutturalis — Сероспинная хабия